# Neolimnophila ultima ultima
Neolimnophila ultima ultima is een tweevleugelige uit de familie steltmuggen (Limoniidae). De soort komt voor in het Palearctisch en Nearctisch gebied.